# 플라워로드

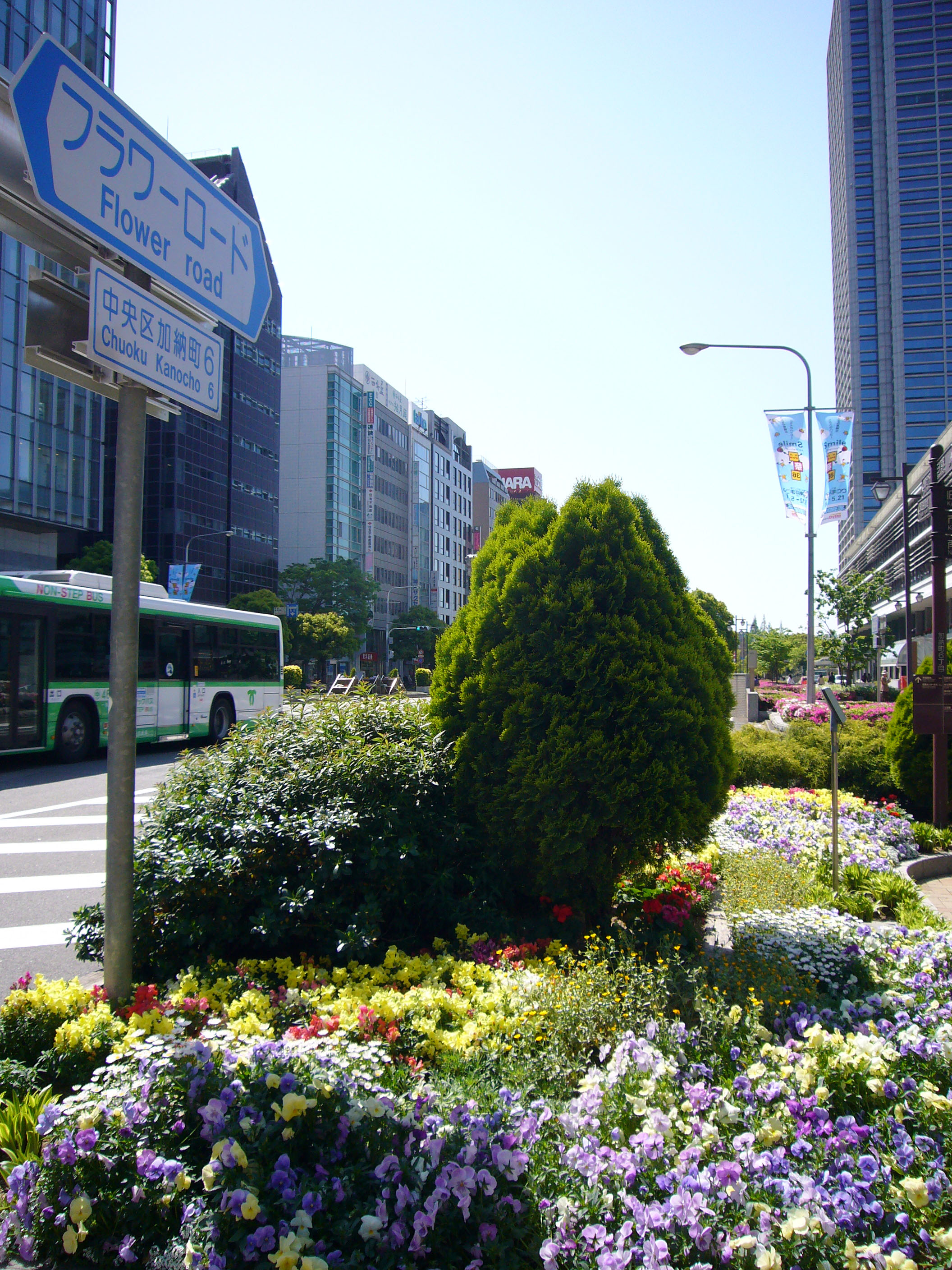
고베 시역소의 북측

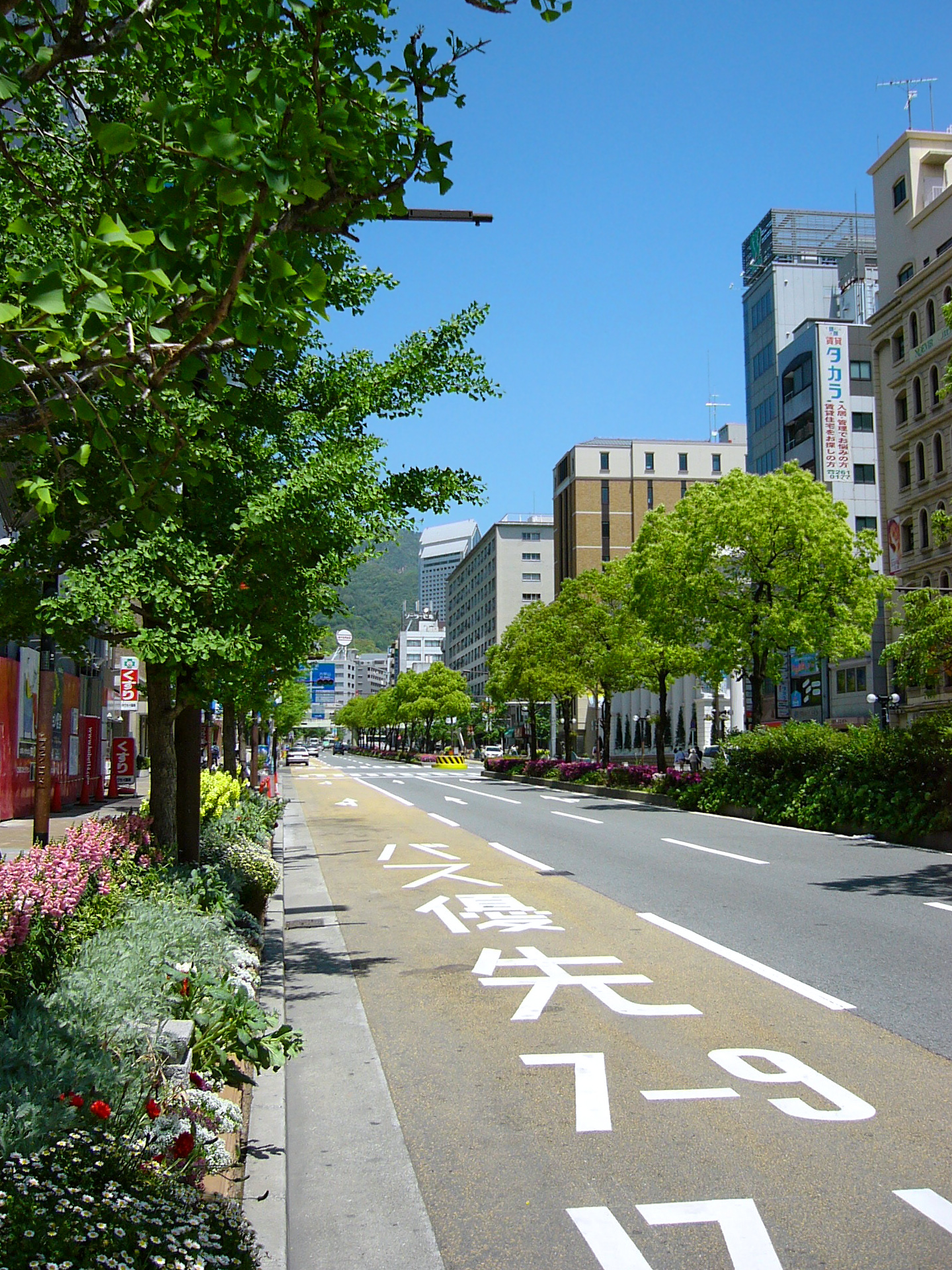
산노미야에서 신코베 방면

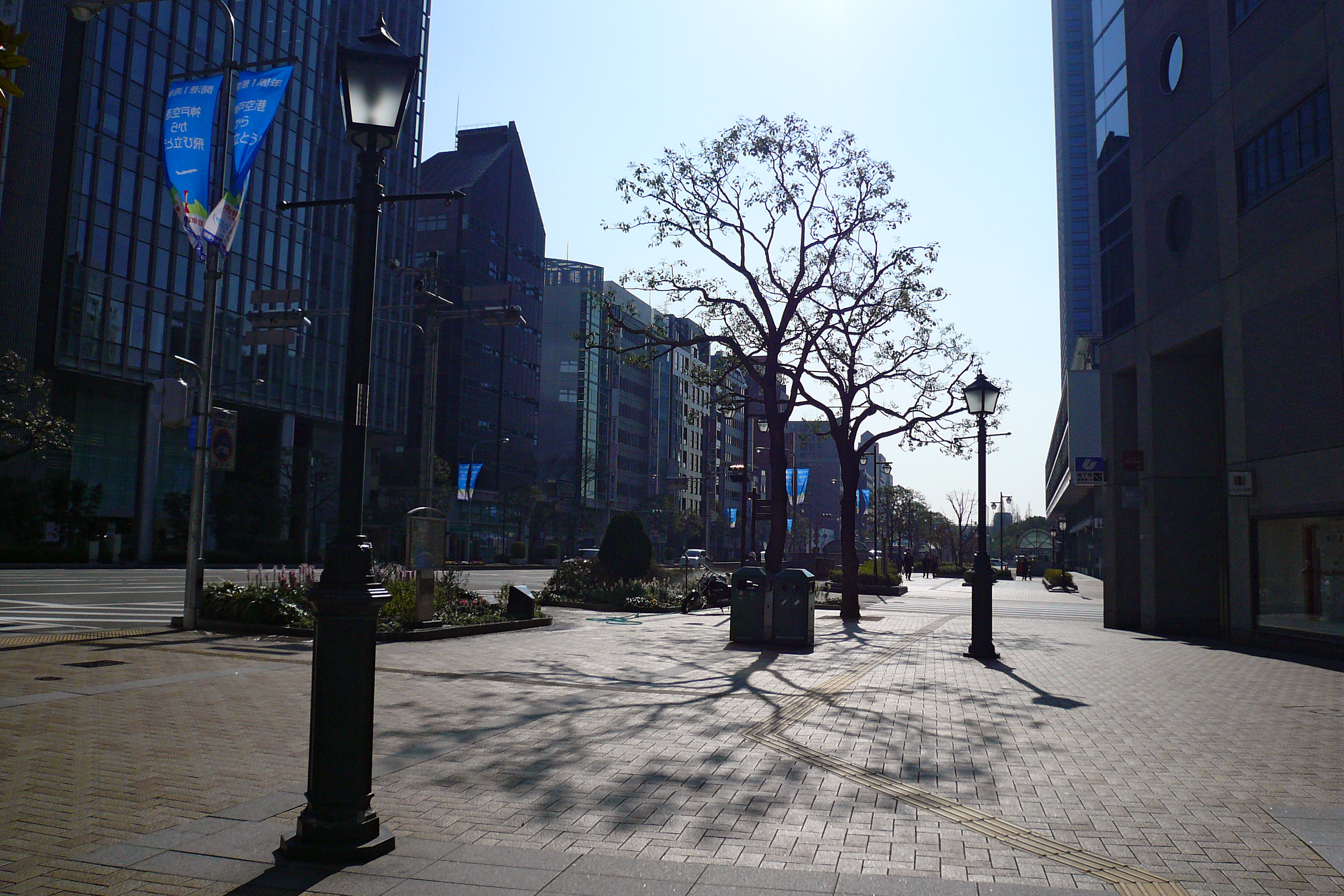
국제회관 앞 교차로의 남서측

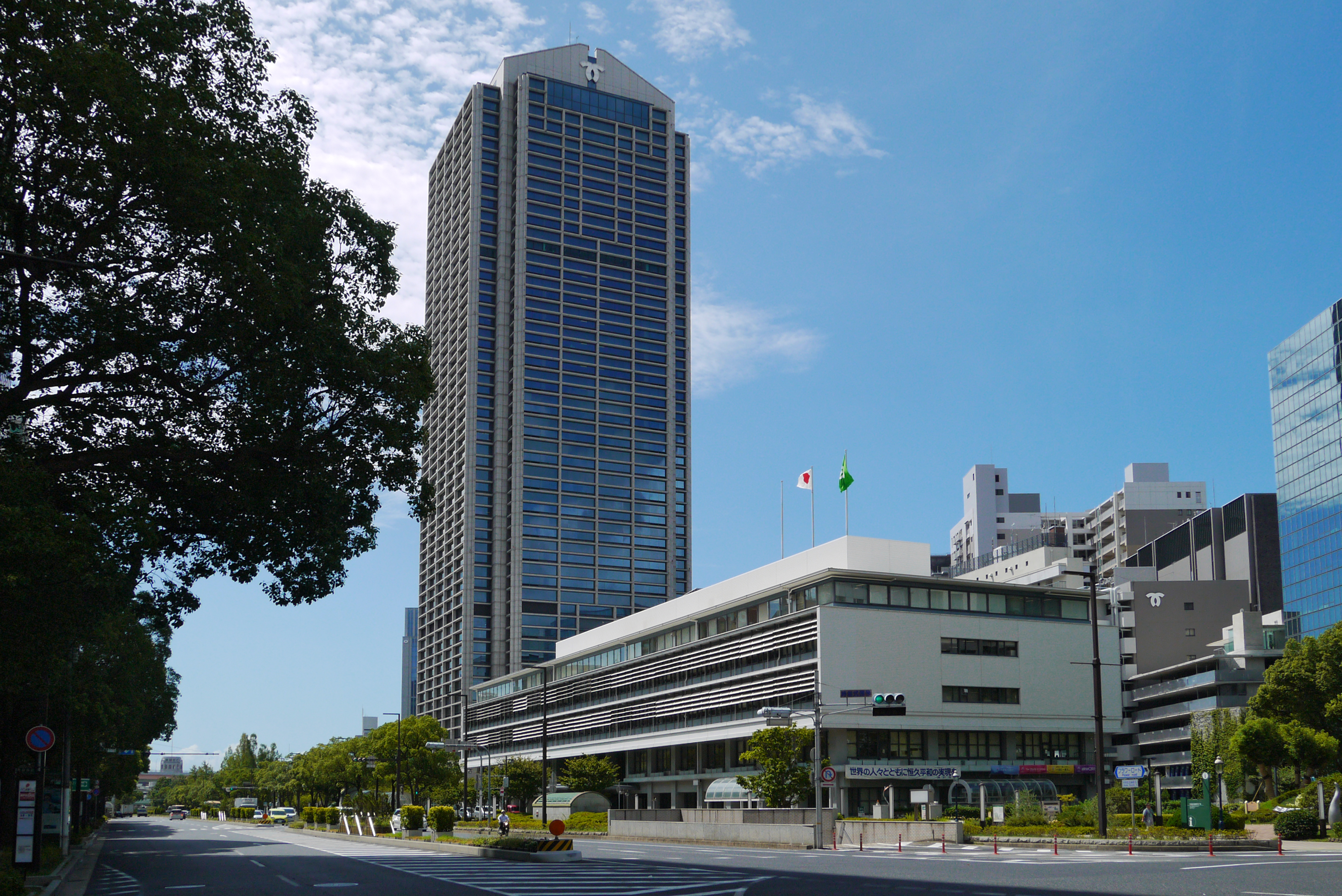
고베 시역소 앞

플라워로드(일본어: フラワーロード)는 효고현 고베시 주오구의 가노초에서 고베 세관(세관앞 교차로)까지 이어주는 산노미야의 간선도로로, 효고현도 제30호선(일본어: 兵庫県道30号新神戸停車場線, 효고현도 제30호 신코베 정차장 선)의 노선 이름을 가진 현도(주요 지방도)로 인정된 노선의 애칭이기도 하다.

## 개요
롯코산의 산자락부터 항만 지구인 신코에 있는 언덕으로, 표고가 높아질수록 경사도 역시 높아지는 특징을 둔다. 그러나 북단인 가노초 1초메 에서는 북쪽의 산로쿠 바이패스가, 동서로 기타노거리가 접속하고 있다. 산노미야역의 이남 측 지하 부분에는 지하 거리인 산치카와 주차장으로 이루어져 있다. 그 외에도 연선에는 고베시의 시청 소관 업무를 전담하고 있는 고베 시역소 등이 있고, 해마다 같은 장소에서 고베 마쓰리의 퍼레이드가 개최되고 있다.
그리고 이시타구와 후키아이구가 1980년 주오구로 통합된 뒤에는 플라워로드의 이서 지역은 이시타구가, 이동 지역은 후키아이구로 각각 구성되어 있다.

### 노선 정보
- 기점 : 고베시 주오구 (신코베 정차장)
- 종점 : 고베시 주오구 (세관앞 교차로 = 국도 제2호선, 국도 제174호선과 교차함)

## 지리

### 교차하는 도로
- 산로쿠 바이패스(일본어판)
- 야마테 간선 (효고현)(일본어판)
- 국도 제2호선·국도 제174호선

### 연선에 있는 시설들
- 신코베
  - 신코베역
  - 고베 누노비키 로프웨이
  - 신코베 오리엔탈 시티
- 산노미야
  - 닛세이 산노미야 빌딩(일본어판)
  - 산노미야역
  - 고베 교통센터 빌딩
  - 산노미야하나도케이마에 역
  - 산치카(일본어판)
  - 산노미야 센터 거리(일본어판)
  - 고베 마루이(일본어판)
  - 고베 국제회관(일본어판)
- 구 거류지
  - 히가시 유원지(일본어판)
  - 고베 시역소
- 신코(일본어판)
  - 고베 세관(일본어판)

## 같이 보기
- 고베 한큐 빌딩(일본어판)